# George H. Moses

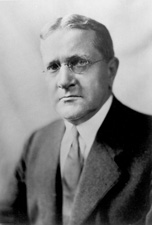
George H. Moses.

George Higgins Moses, född 9 februari 1869 i Lubec, Maine, död 20 december 1944 i Concord, New Hampshire, var en amerikansk republikansk politiker, journalist och diplomat. Han representerade delstaten New Hampshire i USA:s senat 1918-1933. Han var tillförordnad talman i senaten, president pro tempore of the United States Senate, 1925-1933.
Moses gick i skola i Phillips Exeter Academy. Han utexaminerades 1890 från Dartmouth College. Han arbetade som journalist på Concord Evening Monitor från och med 1892. Han var chef för USA:s diplomatiska beskickning i Grekland 1909-1912. Utifrån residensstaden Aten var Moses även sändebud till Montenegro 1910-1912.
Moses efterträdde 1918 Irving W. Drew som senator för New Hampshire. Han efterträddes 1933 av Fred H. Brown.
Moses avled 1944 och han gravsattes på Franklin Cemetery i Franklin, New Hampshire.